# Joe Preston (album)
Joe Preston – piąty minialbum zespołu Melvins, wydany w 1992 roku przez firmę Boner Records. 

## Lista utworów
1. "The Eagle Has Landed" 1:58
2. "Bricklebrit" 2:36
3. "Hands First Flower" 22:58

## Twórcy
- Joe Preston – wokal, miksowanie
- Denial Fiend – drewniane instrumenty
- Salty Green – champan stick
- Jeff Brangley – producent
- Jonathan Burnside – inżynier, miksowanie
- Harvey Bennett Stafford – projektant artystyczny i okładki